# Kapitalizace
Kapitalizace v lingvistice a typografii znamená psaní velkých počátečních písmen (majuskulí) u některých slov v jazycích používajících hláskové písmo (latinka, cyrilice).
Obecně platí, že velké písmeno se píše na začátku věty, u vlastních jmen či pro vyjádření úcty (Ty, Vy, Bůh apod.). Pravidla psaní velkých písmen se v jednotlivých jazycích liší. V němčině se např. všechna podstatná jména píší s velkým počátečním písmenem, angličtina má širší pojetí vlastních jmen a zahrnuje mezi ně i odvozená přídavná jména. Rozdílná jsou též pravidla pro psaní víceslovných vlastních jmen.

## Historie
Velká písmena se nejprve psala pouze na začátku odstavců, slok a veršů, později i na začátku vět. V pozdním středověku začala být používána i pro zvýrazňování obzvlášť důležitých slov, což mohla být nejen podstatná jména, ale i přídavná jména či zájmena, podstatná jména se však brzy dostala do popředí. Nejrychleji se psaní velkých písmen ujalo u vlastních jmen a titulů, obecných i konkrétních označení osob včetně kolektivních podstatných jmen a u náboženských pojmů. V šestnáctém století se často objevovala i praxe psaní velkých písmen uvnitř slov (v němčině například (HErr, vAter uNser), tato praxe nachází ohlas i v různých moderních narážkách (BürgerInnen, UNOrdnung) a v barokní době byla využívána také v chronogramech.
Nejprve se s velkým počátečním písmenem psala jen slova označující nositele vysokých funkcí a všeobecně uznávané osoby. Zejména rozšíření tisku a vliv sazečů a korektorů však přispěly k tomu, že se v němčině jako všeobecný úzus z důvodu přehlednosti a čitelnosti postupně prosadilo psaní všech podstatných jmen s velkým počátečním písmenem. Martin Luther v rukopisech psal podstatná jména většinou s malým počátečním písmenem, ale později při tisku dohlížel na to, aby byla sázena s velkým. Gramatikové a učitelé nejprve za tímto vývojem zaostávali, až Johann Christoph Gottsched na počátku 18. století prohlásil psaní počátečních písmen u všech podstatných jmen za pravidlo. 
Psaní velkých počátečních písmen u podstatných jmen v němčině souvisí s možností kombinovat komplexní větné struktury při relativně volném slovosledu, v němž podstatná jména mohou zaujímat různé pozice, a s tím, že v němčině některá příslovce a některé slovesné tvary jsou shodné s tvary podstatných jmen (např. schloss, trank, weg, tief, morgen, fragen). Psaní velkých počátečních písmen u podstatných jmen se ve své době začalo prosazovat též ve francouzštině, angličtině, nizozemštině a ve skandinávských jazycích, pod vlivem latinské tradice však byla tato praxe brzy zase opuštěna a velká písmena zůstala pouze na začátku věty, u vlastních jmen nebo titulů. V Dánsku se psala velká počáteční písmena u podstatných jmen až do 40. let 20. století, v době německé okupace za druhé světové války však jako symbol protiněmeckého odporu byla tato praxe opouštěna, od podzimu 1945 do roku 1965 od ní postupně upouštěly i noviny a časopisy, v roce 1948 bylo psaní malých písmen u podstatných jmen oficiálně zavedeno na dánských školách. Tato praxe tak zůstala zvláštností němčiny. Velkým odpůrcem psaní velkých počátečních písmen u podstatných jmen v němčině byl spisovatel Jacob Grimm, tyto snahy se však neprosadily.
Objevovaly se i snahy rozlišování velkých a malých písmen zcela zrušit, například Karel Teige prosazoval tzv. malopis, tedy psaní a sázení pouze minuskami, v rámci své tzv. nové typografie a konstruktivistické grafiky. V roce 1930 publikoval článek „Vyřadit velká písmena?“, sázený pouze malými písmeny, který se však pro svou nepřehlednost stal spíše odstrašujícím příkladem.
Kolem roku 2000 se v rámci úspor zpoplatněného počtu znaků krátkých textových zpráv (160 znaků na jednu SMS) vedle hojného využívání zkratek objevovaly i úsporné způsoby psaní vět zcela bez mezer, kde buď každé slovo začínalo velkým písmenem, nebo byla slova psána střídavě, jedno slovo malými písmeny a další slovo celé velkými.

## Psaní velkých písmen v češtině

### Historie
Pravopisu velkých a malých písmen byla po celé 19. století věnována poměrně malá pozornost a úzus byl rozkolísaný. První vydání matičního Brusu v roce 1877 konstatovalo nejednotnost psaní přídavných jmen odvozených od vlastních jmen a přiklánělo se k psaní malých písmen. František Vymazal ohledně počátečních velkých písmen napsal, že pevných pravidel v těchto věcech není a nebude, neboť nelze ani bezpečně vymeziti pojem vlastních jmen.
Zřejmě prvním soustavnějším pojednáním byl spis Kdy jest psáti v češtině na počátku slov písmena veliká? od Františka Bačkovského z roku 1887, syntéza dosavadních odborných textů na toto téma. Za hlavní problém považoval vlastní jména složená, u nichž se přikláněl k tomu, aby se psalo velké jen první písmeno složeniny, s výjimkou vlastních jmen obsažených ve složeném vlastním jménu a výjimkou slov, která si nepodržela svůj původní význam (Králové Hradec, Německý Brod, Česká Lípa). Ovšem pro psaní velkých písmen se vyslovuje i u jmen měst i vesnic a míst podobných, kde je prvotní význam zachován (Karlovy Vary, Mariánské Lázně, Dlouhá Ves) a chtěl tuto zásadu rozšířit i na všechna další zeměpisná jména, například názvy hor, kde se podstatné jméno změnilo z původního význam ve jméno vlastní; naproti tomu v názvu Český les je podle něj původní význam slova „les“ zachován, a tedy se má psát s malým písmenem, od čehož však později pod Lepařovým vlivem ustoupil. Některá pravidla opakovaně kolísala (například Český Les/Český les či Staré Město/Staré město se vracely k dříve zamítnutým podobám); mezi nověji řešené problémy patří například psaní slova „sídliště“ v názvech novodobých panelových sídlišť.
Ještě před rokem 1941 se pravidla snažila mezi předložkovými spojeními rozlišovat názvy, kde obecný význam slov vymizel z paměti (V Tůních, U Studánky) od názvů, kde se obecný význam ještě cítí (U invalidovny, U reálky). Pravidla z roku 1941 a 1957 toto rozlišení nahradila hlediskem, kdy zápis závisí na znalosti reálií, mnohdy historických. Pravidla z roku 1993 toto rozlišování odstranila a nahradila je mechanickým řešením, kdy se podstatné jméno za předložkou na začátku názvu píše vždy s velkým počátečním písmenem, mnohé obce včetně velkých měst (např. Praha, Brno, Teplice, Přerov, Olomouc, Prostějov) však ponechala oficiální názvy v závazném registru RÚIAN v původní podobě, kterou akademická pravidla pravopisu připouštějí pouze v „úzce odborných textech“. 
Do pravopisu zasáhly i honorifikační a depreciační vztahy (za války Vůdce, po válce němci). Pravidla z roku 1957 pak z ideologických důvodů stanovila použití velkých písmen pro názvy „nových skutečností“ (a k ideovému zdůraznění, například Sovětská armáda, Velká vlastenecká válka), zatímco pro dřívější skutečnosti ponechala původní pravopis.
Rozkolísaná jsou pravidla psaní popisných víceslovných názvů obsahujících obecná slova. Po roce 1945, pod vlivem institucionalizace a byrokratizace veřejného života, se silně rozšířila tendence považovat za vlastní jména oficiální popisné názvy, označení živností, obchodů, úřadů, škol, politických stran a podobných institucí, o kterých ještě pravidla z roku 1941 psala, že vlastními jmény nejsou. Názvy škol a soudů se podle pravidel z roku 1957 měly psát s malým písmenem jako obecná označení (okresní soud v Pardubicích), zatímco názvy vysokých škol a nejvyššího soudu s písmenem velkým. Nová pravidla z roku 1993 tuto praxi mírně korigovala a obecně mírně rozšířila okruh názvů psaných s velkým počátečním písmenem. Internetová jazyková příručka ÚJČ je ve svých výkladech někdy rozkolísaná, nějakou dobu například zastávala výklad, že je nutné rozlišovat „hlavní město Prahu“ jako území od „Hlavního města Prahy“ jako subjektu, později s odvoláním na „konzultaci s právníky“ a znění zákona doplnila vysvětlení, že název právnické osoby je totožný s označením zeměpisným. Obecná slova před zeměpisným názvem v označení územně-samosprávných nebo administrativních celků se píšou s malým počátečním písmenem (obec, městys, město, statutární/hlavní město, městská část, městský obvod), pokud nejsou přímo součástí názvu (Město Albrechtice, Město Touškov, Město Libavá), v případě Kraje Vysočina (původně kraje Vysočina) bylo slovo Kraj doplněno k 1. srpnu 2011 přímo do názvu výslovně novelou zákona, pokud jsou však názvy ostatních krajů uvedeny v opačném slovosledu, příručka i nadále zachází se slovem kraj jako s obecném slovem, které není přímo součástí názvu („kraj Královéhradecký“). V případě názvů okresů a vojenských újezdů se tato obecná označení píšou s malým písmenem přesto, že jsou neoddělitelnou součástí označení dané územní či správní jednotky. V případě různých regionů, mikroregionů, svazků obcí, sdružení obcí, euroregionů apod. příručka doporučuje tato slova na počátku označení psát s malým počátečním písmenem, pokud je za nimi použit nominativ jmenovací („svazek obcí Novostrašecko“), ale s velkým počátečním písmenem, pokud následuje genitiv (Mikroregion Loděnického potoka, Sdružení obcí Vrbenska, Sdružení obcí mikroregionu Bystřička) – pokud jsou však taková slova přímo součástí zapsaných názvů subjektů, pak příručka doporučuje v textech právní povahy používat zapsanou podobu, i kdyby byla v rozporu s pravopisnými zásadami.

### Aktuální pravidla
V češtině se velké počáteční písmeno píše:
- na začátku věty nebo nadpisu: Včera bylo hezké počasí.;
- u vlastních jmen
- jako výraz úcty.

### Vlastní jména
- Jména lidí, zvířat a jiných bytostí se píší s velkými písmeny: Josef Novák, pes Punťa. U cizích jmen je respektován původní pravopis: Otto von Habsburg (obdobně se píše u českých historických osobností např. Albrecht z Valdštejna).
- Názvy institucí: Velké písmeno se píše u prvního slova oficiálního názvu instituce, u ostatních slov názvu se píše písmeno malé (pokud se nejedná o vlastní jméno): Městský úřad v Kolíně, Základní škola v Dolní Lhotě. V obecném významu se velké písmeno nepíše: Půjdu na městský úřad. Velké písmeno mohou mít i zástupná zkrácená (např. jednoslovná) označení, má-li se zdůraznit, že zastupují plné vlastní jméno konkrétní instituce (křižovatka před Muzeem, prováděcí předpis vydá Ministerstvo – myšleno konkrétní muzeum či ministerstvo).
- Zeměpisné názvy: Píší se s velkým písmenem: Dánsko, Jižní Amerika, Vysoké Tatry apod. Obsahují-li však obecné označení jako moře, hory, průliv, ulice, náměstí apod., tyto obecné názvy se píší s malým písmenem: Černé moře, Česká republika, průliv La Manche nebo Lamanšský průliv, Karlovo náměstí, ulice Míru.
  - Pomístní názvy, názvy ulic a náměstí atd.: Je-li prvním slovem předložka píše se v běžném stylu velké písmeno i u následujícího slova: ulice U Staré lípy, náměstí Mezi Zahrádkami. V odborném stylu je možno zachovat původní pravopis odpovídající tomu, zda označení za předložkou má povahu a původ vlastního jména: oficiálně stanovené názvy v některých obcích odpovídají novému pravopisu, v jiných obcích byly záměrně ponechány v původním, odborném pravopisu.
  - Názvy sídelních útvarů, například měst a obcí: Píší se s velkými písmeny u všech slov kromě předložek: Nové Město nad Metují, Brandýs nad Labem-Stará Boleslav, případně příslovcí: Svatý Jan též Krsovice. Ve vnořených bližších označeních (zpravidla za předložkou) se píše velké písmeno na počátku (i když nejde o vlastní jméno) a jsou-li víceslovná, v dalších slovech se zachovává původní pravopis: Kostelec nad Černými lesy, Lhota pod Horami.
- Obchodní značky, např. automobil Škoda Favorit, léčivý přípravek Paralen. Malé písmeno se píše, jsou-li tyto názvy použity obecně: Máme doma starou škodovku. Bolí mě hlava, vezmu si paralen.
- Názvy dokumentů, konkrétních děl, jedinečná pojmenování věcí apod.: Dekret kutnohorský, kniha Babička od Boženy Němcové, časopis Týden, loď Lidice, systém Integrovaná doprava Olomouckého kraje.

Velké písmeno se píše též u přídavných jmen přivlastňovacích, která se odvozují od osobních vlastních jmen: „Pavlův, Helenin, Klausův“ nebo Boží ve významu přivlastňovacího adjektiva k vlastnímu jménu Bůh. U přídavných jmen odvozených od označení místa nebo národu se však píše písmeno malé: pražský, český, totéž se týká i přídavných jmen druhových, které jsou odvozeny od osobních jmen (pavlovské epištoly, ale Pavlovy epištoly). S malým písmenem se též píší názvy jazyků: čeština, angličtina.
V některých případech (názvy náměstí, nábřeží, vojenských újezdů, kostelů atd.) je obecné pojmenování fakticky součástí vlastního jména a od vlastního jména je neoddělitelná, avšak z pravopisného hlediska se používají tak, jako by součástí vlastního jména nebyly (náměstí Bratří Synků, nábřeží Edvarda Beneše, vojenský újezd Brdy, řeka Svatého Vavřince, medaile Za zásluhy, u sídlišť praxe kolísá). To se týká i některých dalších označení, ze kterých lze v některých případech obecnou část vypustit (schválilo to hlavní město Praha, v kraji Vysočina, budujeme jezero Most, pracuji v dole Jáchym).
Do reformy pravopisu v roce 1993 se z pravopisného hlediska k vlastnímu jménu nepočítal ani titul před jménem osoby, po níž byly ulice, náměstí nebo jiné místo pojmenovány (nábřeží dr. Edvarda Beneše, náměstí bratří Synků), což souviselo i s tím, že původně názvy ulic neměly charakter ustálených řetězců textu, ale jakéhosi věnování, jehož konkrétní podoba kolísala (tatáž ulice je dodnes leckde souběžně označována Čapkova i dr. Karla Čapka, jiná ulice Generála Jaroslava Sázavského Vedrala vedle Generála Vedrala Sázavského i prostého Generála Vedrala atd.) Obdobná pravopisná praxe se dosud používá u názvů kostelů, například kostel svatých Andělů strážných (andělé strážní samo o sobě je obecné pojmenování), kostel Všech svatých atd.
U víceslovných vlastních jmen se až na sídelní útvary a výjimky píše velké jen první písmeno prvního slova, na rozdíl např. od angličtiny. Čeština je však touto anglickou praxí silně ovlivňována. Byť je anglický pravopis v češtině považován za chybu, objevuje se často i v oficiálních názvech organizací; objevil se v oficiálním názvu České a Slovenské Federativní Republiky a byla jím psána již Pittsburská dohoda v roce 1918. Český pravopis se od anglického liší také například v psaní přídavných jmen, názvů jazyků atd.
V některých odborných lingvistických textech se za vlastní jména považují i některá další označení, která se v češtině píší většinou s malým počátečním písmenem, ale například v uvozovkách, kurzívou apod. Jde zhruba o ty případy, kdy se v textu používají uvozovky a nejde o přímou řeč. V některých jazycích se podobná označení píší velkými písmeny jako vlastní jména, popřípadě se spojovníky propojují do jednoho celku (to se řídce vyskytuje i v češtině). V běžném školním pojetí češtiny se obvykle podobné výrazy za vlastní jména neoznačují.

### Vyjádření úcty
K vyjádření úcty je obvyklé psát velké písmeno u zájmen 2. osoby Ty, Tvůj, Vy, Váš (a jejich skloňovaných tvarech; nikoliv však u zvratného si, se, svůj) v dopisech a jiných sděleních osobního charakteru.
V náboženských textech se obvykle píše s velkým písmenem slovo Bůh. Malé písmeno se píše, pokud jde o všeobecné označení, např. řečtí bohové.
Velké písmeno se píše v některých tradičních titulech, užívaných pro významné osobnosti: Excelence, Vaše Magnificence, Jasnosti; Jeho Milost; Mistr Mikoláš Aleš, vážený Mistře apod.

### Specifické užití slova
Velkým písmenem lze též zdůrazňovat důležitost nebo specifický způsob užití slova (Pan Nikdo! Pojetí My a Oni jako základního kontrastu ve společnosti. Matka Příroda je mocná čarodějka)
Ve smlouvách a podobných právních dokumentech se někdy prosazuje praxe obvyklá v angličtině, kdy je obecný pojem označující smluvní stranu nebo jiný v dokumentu definovaný pojem psán s velkým písmenem (Prodávající, Kupující, Uživatel, Nájemce, Objednatel, Dopravce). Internetová jazyková příručka ÚJČ kategoricky zastává názor, že takové obecné výrazy rozhodně nelze považovat za zástupné názvy, a proto je třeba psát je s malým písmenem.